# John Nagenda
John Nagenda (Ruanda-Urundi, 25 de abril de 1938-Kampala, Uganda, 4 de marzo de 2023) fue un jugador de críquet, autor y poeta ugandés nacido en Ruanda-Urundi que jugó un One Day International en la Copa del Mundo de 1975 para África Oriental.

## Carrera deportiva
Apareció en un partido de críquet de primera clase en Inglaterra en 1975 y jugó al críquet para Uganda. Como escritor de ficción y poesía en la década de 1960, se le considera uno de los pioneros de la escritura en África Oriental.
John Nagenda también fue asesor principal de medios del presidente Yoweri Kaguta Museveni de Uganda. Dijo que comenzó a escribir mientras estaba en Budo en la década de 1950. Regresó a Uganda después de que Yoweri Museveni tomara el poder a través de la guerra de guerrillas en 1986.
Su libro One Man's Week: Unreserved Wisdom se publicó en 2019.
Nagenda murió en el Hospital Internacional Medipal en Kampala, el 4 de marzo de 2023. Tenía 84 años.